# Lluís Torcatis
Lluís Torcatis (Talteüll, 4 de març del 1904 - Carmaux, 18 de maig del 1944) va ser un professor membre de la Resistència francesa, mort pels ocupants nazis durant la Segona Guerra Mundial. Emprà els pseudònims Torreilles, Balent, Bouloc, Thubert i Dancla.

## Biografia
Fill de pagès, passà la seva joventut a Pià. Professor a partir del 1926, ensenyà a l'escola de Sautó, i des del 1932 a l'escola de Pià, d'on n'esdevindria director; adoptà els mètodes actius de Freinet. Va fer activitats sindicals en el si del partit comunista i portà una vida molt activa, com a músic i compositor autodidacta i jugant a la USAP.
Quan començà la guerra, va ser mobilitzat com a oficial de la reserva en el 24è. Regiment d'Infanteria Colonial i enviat a la línia Maginot. Després de diverses missions que li valgueren la Creu de Guerra, va ser fet presoner pels alemanys el 15 de juny del 1940, a la rodalia de Bar-le-Duc; reeixí d'escapar-se del tren que el duia a Alemanya i a finals d'agost ja era a casa. A causa de la seva militància política va ser destinat com a professor a Paçà i al setembre del 1942 va ser nomenat director de l'escola de Sant Esteve del Monestir. El 1940 s'havia enrolat a la resistència francesa amb el nom de guerra de Torreilles i va ser cap de l'"Armée Secrète du Languedoc Roussillon" (1942-1943). Després d'una caiguda massiva el maig del 1943, passà a la clandestinitat amb la seva dona i fills i es refugiaren a París. De tornada a la regió el 1943, hom li encarregà que creés i dirigís els "Groups francs" de la zona R3 (Languedoc-Rosselló), i a començaments del 1944 rebé el nomenament de tinent coronel de les Forces Françaises de l'Intérieur (el succeiria posteriorment el capità retirat Dominique Cayrol). Sotjat per la Milícia francesa i la Gestapo, després d'una denúncia caigué en un parany de la policia francesa el març del 1944 a Carmaux (Tarn). Intentant de fugir emmanillat, fou abatut a trets i deixat per mort; s'arrossegà per avisar els seus homes del perill i morí l'endemà. Se li atribueixen, com a darrers mots: "Résistez, je meurs pour la France" ("resistiu, moro per la França"). Fou enterrat a Carmaux (posteriorment seria inhumat i enterrat novament a Pià). Frayssinet, el sacerdot que oficià el funeral l'endemà de la mort de Torcatis, l'acomiadà amb les paraules "celui qu'on enterre n'est pas tout à fait un inconnu. Il faisait partie de la Résistance. Il est mort pour son pays" ("aquell que enterrem no és pas un desconegut. Era de la Resistència. Ha mort pel seu país") i tot seguit entonà la Marsellesa, que acompanyà el públic present. Després d'un acte subversiu com aquest, el sacerdot evità la detenció passant a la clandestinitat, al maquis.
En homenatge al seu espòs, la seva vídua creà el 1945, amb una cooperativa de mestres, la llibreria escolar Torcatis de Perpinyà; encara oberta en l'actualitat, des de l'any 1962 la porta la família Coste, que l'especialitzà en literatura. A Torcatis també li foren dedicats un monument a Perpinyà, una estela i una avinguda de Carmaux i diverses escoles i carrers al departament dels Pirineus Orientals. Dues biografies n'han explicat la figura.

### Condecoracions
- Cavaller de la Legió d'honor
- Company de l'Orde de l'Alliberament
- Creu de Guerra amb palma
- Medalla de la Resistència